# Ferhadija (ulica)

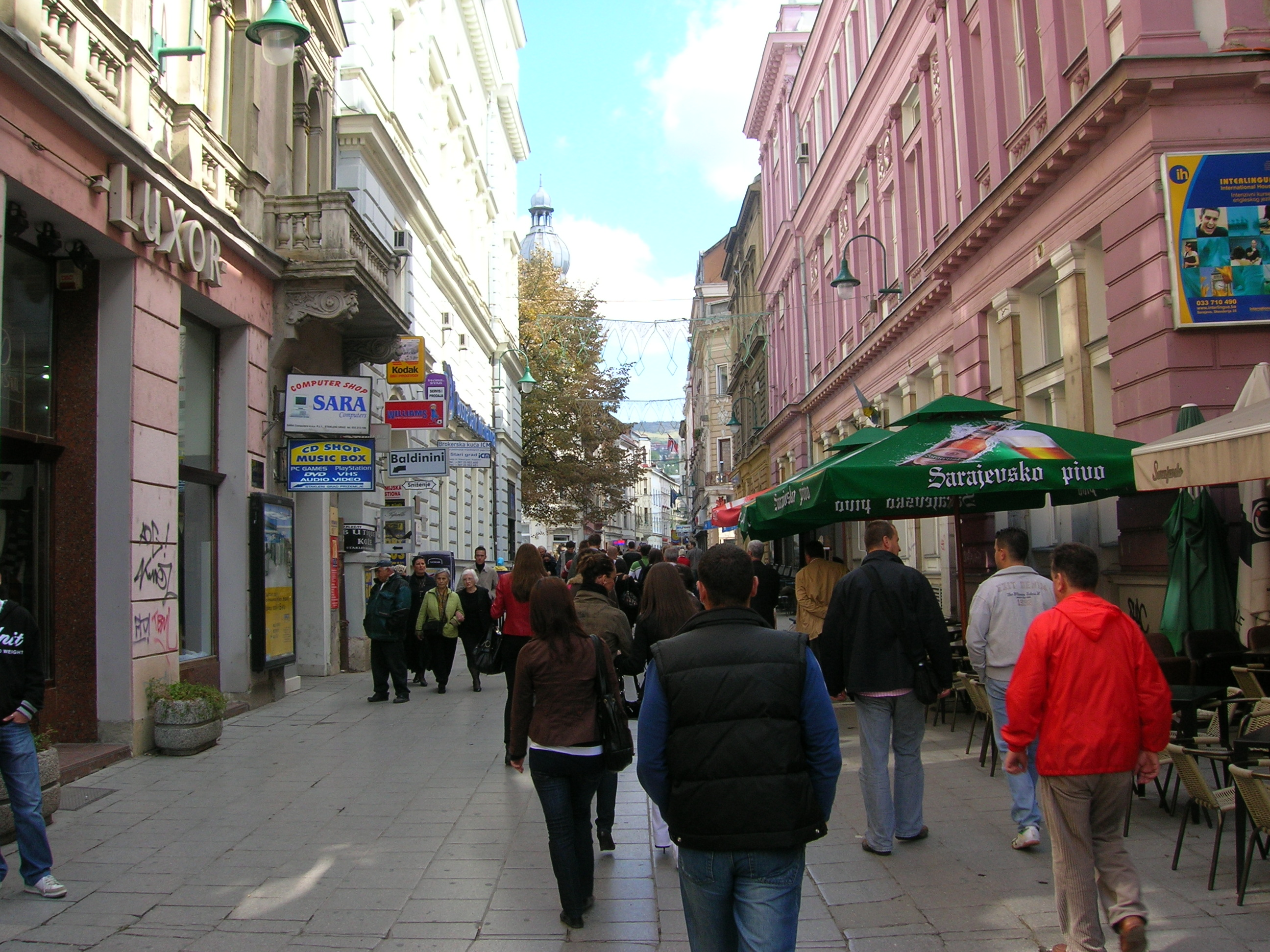
Ferhadija

Ferhadija – główna ulica handlowa (deptak) w Sarajewie.
Ferhadija stanowi najważniejszą ulicę handlowo-usługową w mieście. Znajduje się w ścisłym centrum Sarajewa i jest całkowicie zamknięta dla ruchu kołowego. Łączy ulicę Maršala Tita na zachodzie (przystanki tramwajowe) z Trgiem fra Grge Martića na wschodzie. Jej naturalnym przedłużeniem na wschód jest ulica Sarači, z którą obie tworzą jeden ciąg pieszy w kierunku Baščaršiji - najważniejszego sarajewskiego bazaru. 
Przy placu fra Grge Matića stoi Katedra Serca Jezusowego. Na różnych odcinkach znajdują się inne ważne dla miasta instytucje, np. Gradska tržnica Markale (hala targowa ze świeżymi produktami spożywczymi) przy Gajev Trgu, Uniwersytet Ekonomiczny, duża poczta, czy bośniacka federacja piłkarska (należąca do FIFA i UEFA). W połowie Ferhadiji ulokowany jest Trg Osloboðenja - rozległy, zadrzewiony plac, stanowiący popularne miejsce spotkań i odpoczynku, a także gry w szachy parkowe.